# Джованні Батіста Сальві
Джованні Батіста Сальві, Сассоферрато (італ. Giovanni Battista Salvi da Sassoferrato; 25 серпня 1609, Сассоферрато — 8 серпня 1685) — італійський живописець, представник епохи бароко.
Народився у Сассоферрато; ще в молодості приїхав у Рим, де вступив у майстерню Доменікіно. За місцем народження його і називають найчастіше — Джованні Сассоферрато.

## Біографія

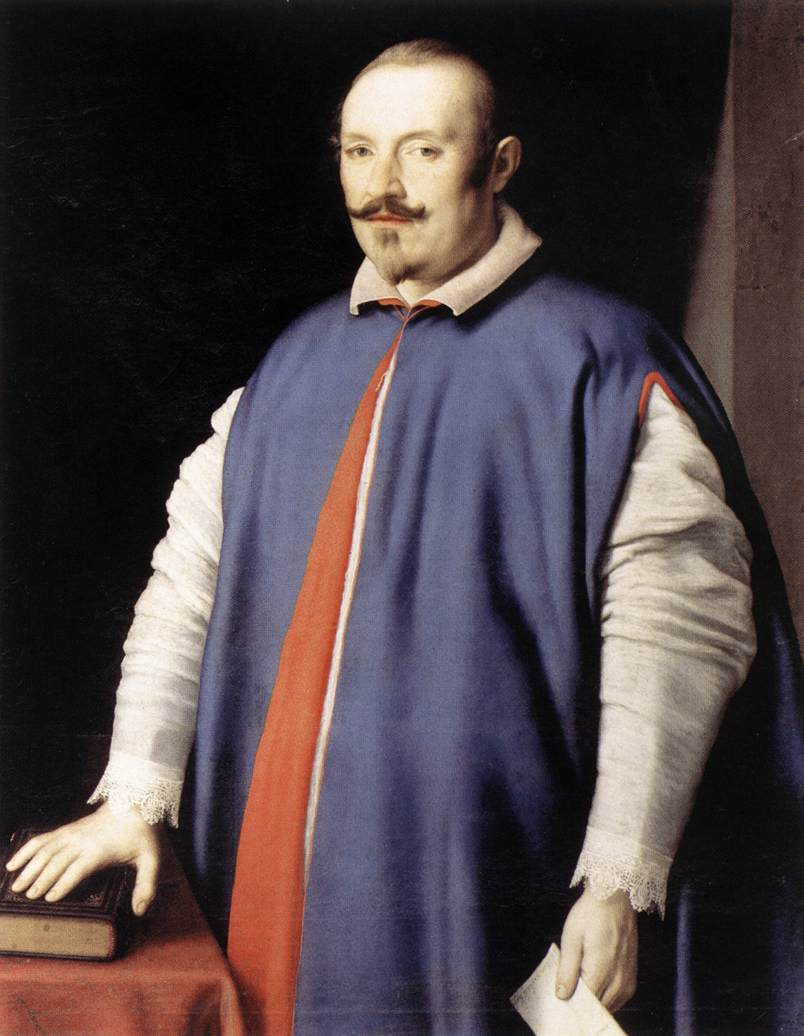
Джованні Батіста Сальві. «Портрет Оттавіано Праті», бл. 1650 р., Національна галерея старовинного мистецтва (Рим)

Про життя Джованні відомо небагато. Він народився в невеликому містечку Сассоферрато, в регіоні Марке центральної Італії. Містечко розташоване на півдорозі між Римом і Флоренцією, на захід від Апеннінських гір. Живопису Джованні почав вчитися у свого батька, художника Тарквінія Сальві. Фрагменти робіт Тарквінія досі помітні в церкві Святого Франциска в Сассоферрато. Де Джованні закінчував своє навчання — невідомо, однак можна припустити, що у Доменікіно, в Болоньї. Доменікіно ж був старшим учнем Аннібале Карраччі. Двоє інших учнів Карраччі, Франческо Альбані і Гвідо Рені, також мали вплив на творчість Джованні Сассофератто. Картини Джованні видають, в тому числі, впливу Альбрехта Дюрера, Гверчіно і, більшою мірою, — Рафаеля. І, нарешті, можливо, він зазнав впливу творчості П'єра Міньяра, з яким швидше за все зустрічався в Римі в 1630-х роках. 
Відомо небагато публічних робіт Сассоферрато. Судячи з усього він, як, наприклад, Карло Дольчі, в основному волів створювати засновані на біблійних сюжетах численні копії картин для приватних покровителів, виконані в різних стилях — підкоряючись віянню часу, коли католицька церква посилювала рух контрреформації. Осібно від його невеликих робіт стоять картини, написані для церкви  Сан-П'єтро у монастирі бенедиктинців у Перуджі, і розпис значного вівтаря в Санта-Сабіні, в Римі, де він написав портрет «Мадонна дель Розаріо» (1643). У 1683 році кардинал Чігі підніс автопортрет Джованні Сассоферрато герцогу Козімо III Медічі.
Сасоферрато помер у 1685 hjws. Його заповіт датовано 29 червня того ж року.

## Роботи
Найбільший інтерес роботи Джованні викликали до себе в середині XIX-го століття. Потім інтерес до солодкавих картин на біблійні теми помітно знизився після критичних коментарів мистецтвознавця Джона Раскіна. До кінця XX-го століття інтерес до робіт Сассоферрато знову виріс, на хвилі інтересу до італійського бароко. У музейних колекціях існує, станом на 2006 рік, більше трьох сотень робіт цього художника. Майже всі його відомі картини зберігаються в британській  Королівської колекції в  Віндзорському замку.

## Галерея

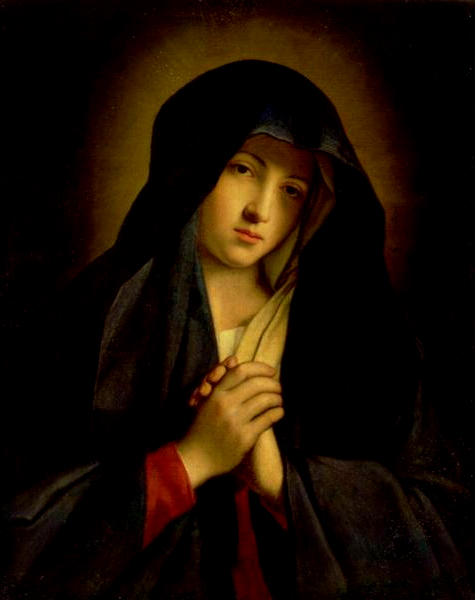
«Мадонна скорботна». Галерея Уффіці, Флоренція
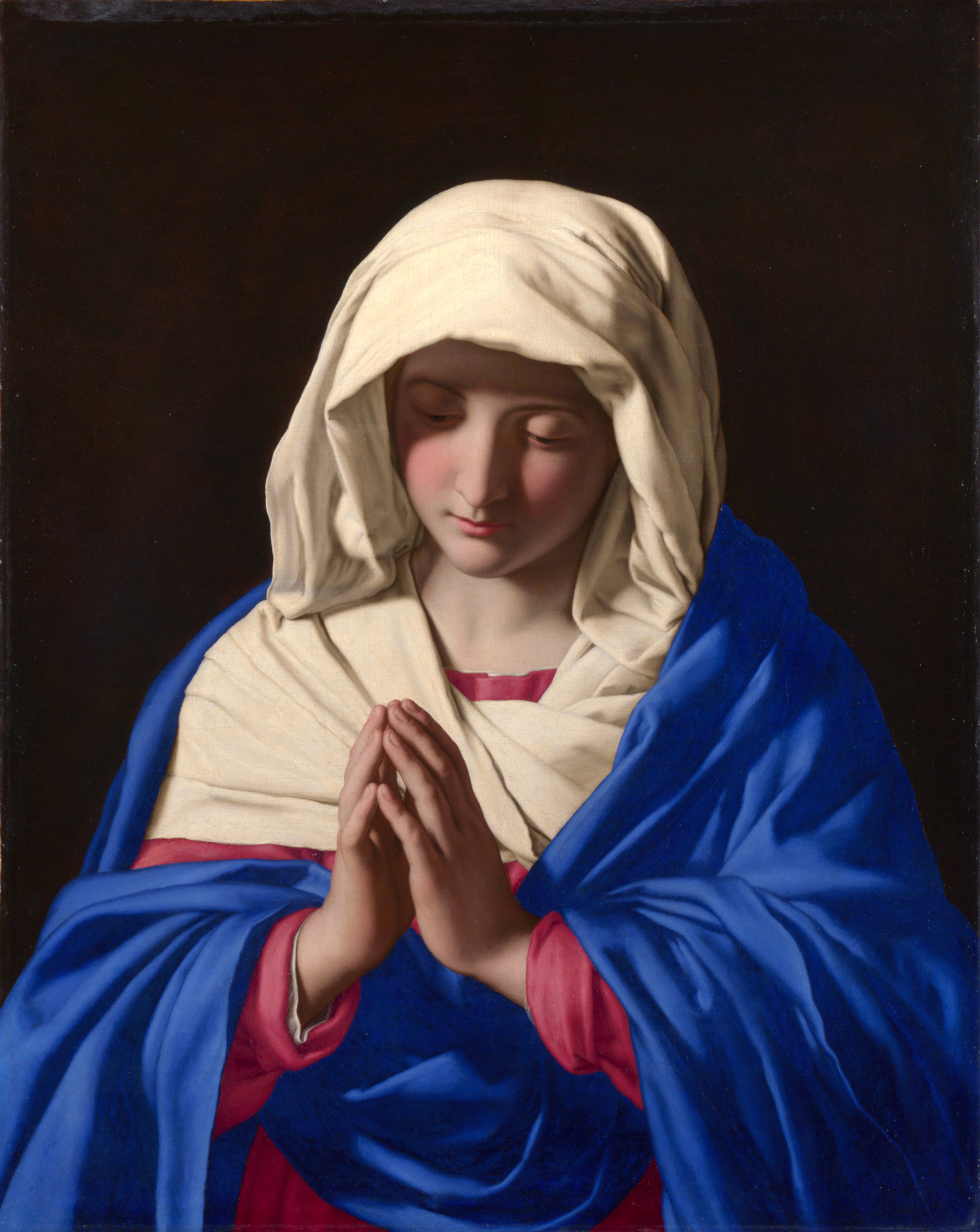
«Діва Марія», 1640–1650, Національна галерея, Лондон